# Citoyen (album)
Pour les articles homonymes, voir Citoyen.
Albums de Dick Annegarn 
Ferraillages
(1980) 140 BXL 
(1984)
Citoyen est le cinquième album studio de Dick Annegarn. Il est sorti en juin 1981. Il a été produit par le chanteur lui-même, avec des arrangements de Jean-Philippe Goude.
Il propose 8 nouvelles chansons, et 3 chansons déjà enregistrées en live : Ni ça ni là (De ce spectacle ici sur terre, 1978), Johnny Johnny et Désolé (Ferraillages, 1980).
Le 33 tours n'a jamais été réédité en CD. Ses différentes chansons, à l'exception de Nothing, Johnny Johnny, Tu cailles et Désolé, ont seulement été réenregistrées par la suite.

## Liste des titres
Toutes les chansons sont écrites et composées par Dick Annegarn.
| No | Titre          | Durée |
| -- | -------------- | ----- |
| 1. | Une bourre     |       |
| 2. | Nothing        |       |
| 3. | Il pleut       |       |
| 4. | Piste          |       |
| 5. | Youp youp      |       |
| 6. | Robert Caillet |       |

| No | Titre         | Durée |
| -- | ------------- | ----- |
| 1. | Johnny Johnny |       |
| 2. | Tu cailles    |       |
| 3. | Dithyrambos   |       |
| 4. | Ni çà ni là   |       |
| 5. | Désolé        |       |

## Musiciens
- Bernard Paganotti : guitare basse
- Kirt Rust : drums
- Jean-Philippe Goude : claviers
- Prévost-Blanchard : rythmique
- les frères Guillard : cuivres
- Opéra de Paris : vieux violons
- Dick Annegarn : voix, guitares, xylophone

Remarque : La plupart de ces musiciens faisaient partie du groupe Weidorje en 1976.